# Erin Reed
Pour les articles homonymes, voir Reed.
Erin Reed (née en 1988 ou 1989) est une journaliste américaine et militante des droits des personnes trans. Elle est connue pour être à l'origine du blog Erin in the Morning.

## Biographie
Reed travaille au sein de The American Independent, un site d'information américain de 2016 à 2021,. Au sein du journal, elle est responsable d'une chronique consacrée aux prédictions de résultats électoraux.
Après 2021, Reed crée un blog consacré aux droits des personnes trans intitulé Erin in the Morning. Sa ligne éditoriale met l'accent sur les aspects juridiques en lien avec les personnes LGBT, plus particulièrement sur les personnes trans,.  Reed travaille à plein temps sur son site à partir de 2022.
Hormis son blog, elle travaille comme journaliste pour le magazine de mode Harper's Bazaar, le Los Angeles Blade, et d'autres médias spécialisés en tant que pigiste.

## Militantisme
Ayant grandi dans le sud de la Louisiane, Reed s'est tournée vers le militantisme en faveur des droits LGBT après avoir rencontré des difficultés d'accès aux soins d'affirmation de genre, ayant appris que le centre médical le plus proche de chez elle se trouvait à plus de trois heures de route. Ainsi, en 2019, Reed créé une carte des centres médicaux pour aider les personnes trans à trouver des services de santé adaptés aux États-Unis. Une controverse apparaît en 2021 car ces données ont pu être utilisées par des militants anti-trans pour harceler les prestataires de soins de santé figurant sur la liste,.
En 2022, Reed publie une carte classant les États américains en fonction des droits et protections que bénéficient les personnes trans, notamment en termes de reconnaissance juridique et protection contre la discrimination. Sa carte est régulièrement mise à jour en fonction de l'évolution du cadre juridique des États,,.
En 2024, Reed a manifesté son soutien en faveur de Kamala Harris lors de l'élection présidentielle américaine de 2024.

## Distinctions
En 2024, Erin Reed remporte le prix Jeanne Córdova de la NLGJA (en), une association de journalistes LGBT aux États-Unis. Elle reçoit également le prix du meilleur blog 2024 aux GLAAD Media Awards.

## Vie privée
Reed a grandi dans le sud de la Louisiane et vit maintenant dans le comté de Montgomery, dans l'État du Maryland. Erin Reed a un fils.
En 2022, Reed entame une relation à distance avec la représentante de l'État du Montana, Zooey Zephyr. Elles se sont fiancées en 2023 après que Zephyr l'ait demandé en mariage lors d'un bal. En 2023, le couple est victime de canulars téléphoniques et de swatting,. Plus tard cette année-là, l'Associated Press qualifie Reed et Zephyr de « personnalités éminentes dans le monde de la défense des droits LGBTQ+ », bien qu'elles n'aient été connues que quelques mois auparavant. Reed et Zephyr se marient en décembre 2024 dans le Montana.

### Traduction
- (en) Cet article est partiellement ou en totalité issu de l’article de Wikipédia en anglais intitulé « Erin Reed (journalist) » (voir la liste des auteurs).